# Tony Brise
Anthony William Brise (Erith, London, 1952. március 28. – Arkley, London, 1975. november 29.) brit autóversenyző.

## Pályafutása

### A Formula–1 előtt
Tony édesapja Formula–3-as versenyző volt, és ilyen háttérrel nem volt meglepő, hogy már nyolcéves korában gokartozni kezdett. Kilenc évvel később brit bajnok lett, és ezt követően feljebb is lépett. Mindössze két évet kellett várnia az újabb bajnoki címre, amelyet a Formula Ford 1600-as kategóriában, Nagy-Britanniában szerzett meg. 1972-ben már Formula–3-as autóval versenyzett, és egy évre rá az egyik helyi sorozatot, a John Player Bajnokságot meg is nyerte, továbbá másodikként végzett a Monacóban rendezett Formula–3-as viadalon. Egyenes út vezetett volna felfelé, a Formula–2-be, azonban minden támogatás ellenére nem volt rá elég pénze, így a Formula Atlantic sorozatban csiszolta tovább tudását. Minden kétséget kizáróan látszott tehetsége, így amikor Frank Williams a más versenysorozatban is érdekelt francia versenyzője, Jacques Laffite helyére keresett valakit az 1975-ös Spanyol Nagydíjra, Tonyt választotta.

### A Formula–1-ben
Aki újoncként nem is vallott szégyent, mivel a német Rolf Stommelen öt néző halálát okozó kicsúszása miatt korábban leintett versenyen hetedikként végzett. Stommelen is megsérült a balesetben, és csapatának tulajdonosa, Graham Hill lecsapott Brise-ra, aki az év hátralévő részében az Embassy Racing with Graham Hill istállóban végigversenyezte a Formula–1-es évadot. Mindjárt a második, Hillnél futott versenyén, a Svéd Nagydíjon pontszerző lett, amikor hatodikként intették le. Grahamnak nagyon imponált Tony tehetsége, és leszerződtette 1976-ra is. El is kezdték a felkészülést az új évadra, és ennek keretében mentek el a dél-franciaországi Paul Ricard pályára tesztelni.

## Halála
1975. november 29-én indultak haza a Paul ricard-i tesztről. a Piper Aztec típusú repülőgépet maga Hill vezette. Azonban soha nem érkeztek meg, ködös időbe elnavigálták magukat és London közelében megkísérelt leszállás közben a gép fáknak ütközött és lezuhant. Hill és Brise is életét vesztette.

## Eredményei

### Teljes Formula–1-es eredménylistája
(Táblázat értelmezése)

(Félkövér: pole-pozícióból indult; dőlt: leggyorsabb kört futott) 

| Év   | Csapat                          | Modell        | Motor       | 1   | 2   | 3   | 4     | 5   | 6      | 7     | 8     | 9     | 10     | 11     | 12     | 13     | 14     | Helyezés | Pont |
| ---- | ------------------------------- | ------------- | ----------- | --- | --- | --- | ----- | --- | ------ | ----- | ----- | ----- | ------ | ------ | ------ | ------ | ------ | -------- | ---- |
| 1975 | Frank Williams Racing Cars      | Williams FW03 | Cosworth V8 | ARG | BRA | RSA | ESP 7 | MON |        |       |       |       |        |        |        |        |        | 19.      | 1    |
| 1975 | Embassy Racing with Graham Hill | Hill GH1      | Cosworth V8 |     |     |     |       |     | BEL Ki | SWE 6 | NED 7 | FRA 7 | GBR 15 | GER Ki | AUT 15 | ITA Ki | USA Ki | 19.      | 1    |

## Külső hivatkozások
- Profilja a grandprix.com honlapon (angolul)
- Profilja a statsf1.com honlapon (angolul)